# Minibidion perfectum
Minibidion perfectum é uma espécie de cerambicídeo da tribo Neoibidionini (Cerambycinae).

## Etimologia
A etimologia da espécie vem do latim perfectus = "perfeito", "acabado".

## Descrição

### Cabeça
Cabeça castanho-avermelhada. Região entre os tubérculos anteníferos com pontos próximos. Vértice liso na região central. Escapo preto-avermelhado. Antenas alcançam o ápice dos élitros no meio do antenômero VIII.

### Tórax
Protórax castanho-avermelhado. Pronoto com pontos rasos e densos, microsesculturados no interior. Esternos torácicos avermelhados. Região central do metasterno pouco mais escurecida, com pontos em toda a superfície.Élitros castanho-escuros com os ápices amarelados e grande mancha dorsal, amarelada, do quinto anterior ao terço apical, que não toca a margem nem a sutura; pontuados em toda a superfície. Extremidades elitrais ligeiramente emarginadas, com curta projeção externa. Fêmures pretos com a base alaranjada. Tíbias e tarsos alaranjados.

### Abdome
Urosternitos avermelhados.

## Distribuição
A espécie tem distribuição restrita ao departamento de Santa Cruz, na Bolívia; tendo alcance de 1.045 a 1.200 m de altitude.